# Símun Eiler Samuelsen
Símun Eiler Samuelsen (* 21. Mai 1985) ist ein färöischer ehemaliger Fußballspieler auf der Position eines offensiven Mittelfeldspielers. Er war auch für die färöische Nationalmannschaft aktiv.

## Vereine
Samuelsen begann seine Karriere bei VB Vágur in der ersten Liga. Sein erstes Spiel in der höchsten färöischen Spielklasse gab er am 13. Spieltag beim 2:0-Heimsieg gegen HB Tórshavn, als er in der 83. Minute eingewechselt wurde. In seiner zweiten Saison wurde er hauptsächlich für die zweite Mannschaft eingesetzt. Dort erzielte er am dritten Spieltag der zweiten Liga im Spiel gegen NSÍ Runavík II auch sein erstes Pflichtspieltor zum 1:0-Sieg.
2003 wechselte er zu GÍ Gøta, denen er ein Jahr die Treue hielt. Hierbei bestritt er auch erstmals Spiele im Pokal und erreichte mit GÍ das Finale, welches 1:3 gegen B36 Tórshavn verloren wurde. In der ersten Liga zählte er zu den Stammspielern und erreichte dort den siebten Platz. 2004 kehrte er zu VB Vágur zurück und blieb bis 2005. In diesem Jahr verließ er die Heimat und wechselte zu Keflavík ÍF in die Pepsideild. Mit dem vierten Platz in der Meisterschaft konnte sich Keflavík ÍF für den UI-Cup qualifizieren. Im darauffolgenden Jahr gelang wieder ein vierter Platz in der Liga, durch einen 2:0-Sieg im Pokalfinale gegen KR Reykjavík qualifizierte sich der Verein für den UEFA-Pokal.
2007 verließ der Offensivspieler Keflavík und wurde für ein halbes Jahr zu Notodden FK in die Adeccoligaen ausgeliehen. Dort spielte er in der zweithöchsten norwegischen Spielklasse, ehe er 2008 nach Keflavík zurückkehrte und 2008 mit dem Team den Vizemeistertitel erringen konnte. 2009 belegte Keflavík ÍF in der Liga den sechsten Platz und verfehlte somit die Qualifikation für einen internationalen Wettbewerb. Zum Ende des Jahres wurde Samuelsen vom Verein zum Spieler des Jahres gewählt. Dennoch kehrte er Anfang 2010 wieder auf die Färöer zurück und spielt seitdem für HB Tórshavn. Zu Saisonbeginn gewann er mit HB den färöischen Supercup durch ein 2:1 gegen den Pokalsieger Víkingur Gøta. In der Qualifikation zur UEFA Champions League 2010/11 sorgte er mit seinem Treffer für den 1:0-Sieg im Rückspiel gegen den FC Red Bull Salzburg, nachdem das Hinspiel mit 0:5 verloren wurde. In seiner ersten Saison für den neuen Verein konnte er gemeinsam mit Fróði Benjaminsen und Andrew av Fløtum direkt den Meistertitel erringen. Wegen einer Fußverletzung fiel er 2013 zum Saisonende aus. Dennoch konnte der zweite Meistertitel an der Seite von Jóhan Troest Davidsen und Christian Mouritsen gefeiert werden. Im Sommer 2015 wechselte Samuelsen zum Ligakonkurrenten FC Suðuroy, mit denen er als Vorletzter abstieg. Nach dem Wechsel zum Erstligisten AB Argir wurde erneut der vorletzte Platz belegt. Daraufhin unterschrieb Samuelsen erneut einen Vertrag bei HB Tórshavn, mit denen er 2018 zum dritten Mal Meister wurde. Im Pokalfinale gegen B36 Tórshavn unterlag seine Mannschaft im Elfmeterschießen. Dafür wurde B36 im Supercup mit 1:0 besiegt. Im Finale des Landespokals 2019 wurde Víkingur Gøta mit 3:1 besiegt. Zu Ende der Saison beendete Samuelsen seine Laufbahn.

### Europapokal
Samuelsen kam 19 Mal in Europapokalspielen zum Einsatz. Sein Debüt gab er 2003 für GÍ Gøta in der ersten Runde des UI-Cups im Hinspiel gegen FC Dacia Chișinău, welches mit 1:4 verloren wurde. Auch das Rückspiel verlor GÍ mit 0:1 und schied somit aus. Im Spiel für Keflavík ÍF gegen den deutschen Vertreter 1. FSV Mainz 05 am 11. August 2005 in der zweiten Qualifikationsrunde zum UEFA-Pokal 2005/06 spielte Samuelsen durch, konnte aber die 0:2-Niederlage in Frankfurt am Main nicht verhindern. Sein erstes Tor gelang ihm 2006 für Keflavík in der ersten Runde des UI-Cups beim 4:1-Heimsieg gegen Dungannon Swifts zur 1:0-Führung. Nach einem 0:0 im Rückspiel erreichte der verein die zweite Runde und traf dort auf Lillestrøm SK, gegen die Keflavík mit 1:4 und 2:2 ausschied. 2007/08 erzielte er in der ersten Qualifikationsrunde gegen FC Midtjylland den 3:2-Siegtreffer, nach dem 1:2 im Rückspiel schied Keflavík jedoch erneut aus. 2010/11 erzielte Samuelsen in Diensten von HB Tórshavn im Rückspiel der zweiten Qualifikationsrunde zur Champions League gegen Red Bull Salzburg das Tor zum 1:0-Sieg. Aufgrund des 0:5-Hinspielergebnisses spielte allerdings Salzburg in der nächsten Runde.

## Nationalmannschaft
International spielte Samuelsen ab 2003 für die Nationalmannschaft der Färöer. Sein Debüt gab er gemeinsam mit Atli Danielsen, Jann Ingi Petersen und Jónhard Frederiksberg am 27. April 2003 beim 3:2-Sieg im Freundschaftsspiel gegen Kasachstan in Tórshavn, er wurde in der 61. Minute beim Stand von 3:1 für Jákup á Borg eingewechselt. Seinen ersten Länderspieltreffer konnte er am 8. Oktober 2005 gegen Israel in Tel Aviv bei der Qualifikation zur WM 2006 verzeichnen, er traf zum 1:2-Endstand. Am 11. Juni 2013 bestritt er im WM-Qualifikationsspiel gegen Schweden in Stockholm sein letztes Länderspiel. Bei der 0:2-Niederlage wurde er in der 59. Minute beim Stand von 0:1 für Christian Holst eingewechselt.

## Erfolge
- 3× Färöischer Meister: 2010, 2013, 2018
- 1× Färöischer Pokalsieger: 2019
- 2× Färöischer Supercup-Sieger: 2010, 2019
- 1× Isländischer Pokalsieger: 2006